# Philippe Léotard
Philippe Léotard (Nizza, 1940. augusztus 28. – Párizs, 2001. augusztus 25.), César-díjas francia színész, költő és énekes. Mintegy hetven filmben szerepelt, köztük a Fayard bíró, akit seriffnek hívtak-ban (1977), A besúgóban (1982) és az És ha nem kel fel többé a nap-ban (1987). Egyik legelső apró, de emlékezetes szerepében, A Sakál napja utolsó jelenetében, a lelőtt fiatal francia csendőrt alakította.

## Élete
Nizzában született, hétgyermekes család negyedik gyermekekként, legidősebb fiúként. Anyai nagyapja a castinetai Ange Tomasi volt, a fotográfia úttörője. Édesapja, André Léotard (1907–1975) volt, Fréjus polgármestere. Egyik testvéröccse François Léotard (1942−2023) politikus volt, 1986−1988 között Franciaország kulturális és kommunikáció-ügyi minisztere, 1993–1995 között védelmi miniszter, 1996–1998 között az UDF elnöke.
Gyermekkorában betegsége (reumás láz) hosszú ideig ágyhoz kötötte. Nagyanyjánál, Ajaccióban lábadozott, ezalatt kiolvasta a családi könyvtárat, Victor Hugo és Flaubert regényeit. Baudelaire, Rimbaud, Lautréamont, Blaise Cendrars műveiből felfedezte a költészetet, maga is írogatni kezdett. Felgyógyulása után folytatta tanulmányait.

### Színészi pályája
1958-ban, tizennyolc éves korában, Bonifacióban beállt az Idegenlégióba, de hamarosan otthagyta.
1959-ben a párizsi Sorbonne-ra iratkozott be, és bölcsész-irodalmár oklevelet szerzett. Itt találkozott Ariane Mnouchkine színházrendezővel, aki a Jacques Lecoq Nemzetközi Iskola növendékeivel 1964-ben megalapította avantgárd színházi társulatát, a Théâtre du Soleil-t, ennek Léotard is alapító tagja lett.
A párizsi Sainte-Barbe Kollégium tanáraként működött 1968-ig. 1970-ben otthagyta a Théâtre du Soleil-t és átment a Népszínházhoz (Théâtre national populaire).
Folyamatosan dolgozott színpadi színészként. Az 1970-es évek elejére Claude Sautet és François Truffaut rendezők jóvoltából megkapta első filmes szerepét is. Kis szerepben megjelent Truffaut Családi fészek c. vígjátékában (1970).  A rendezőtől újabb szerepeket kapott, 1971-ben a Két angol lány és a kontinens-ben; 1972-ben az Egy olyan szép lány, mint én vígjátékban, Bernadette Lafont és Claude Brasseur mellett.
Első főszerepét 1972-ben René Vautier rendezőtől kapta, a Húszévesen a hegyekben c. filmdrámában, mely az algériai háború idején játszódik. 1973-ban, Fred Zinnemann rendező nemzetközi sikerű politikai krimijében, A Sakál napjában ő volt a fiatal vidéki csendőr, aki a végső leszámolás jelenetében Lebel felügyelővel (Michael Lonsdale-lal) együtt rajtaüt a merénylőn, de életével fizet. 1975-ben Serge Leroy rendező Hajtóvadászat című nyomasztó horrorfilmjében is vidéki fiatalembert játszik, aki halállal bűnhődik erőszakos tettéért.
1974-ben a vitatott megítélésű rendező, Maurice Pialat filmdrámájában, a La Gueule ouverte-ben egy halálosan beteg anya kínlódó fiát alakította. Első nagy közönségsikerét 1975-ben, Claude Lelouch Az egér és a macska filmjében aratta. Ugyanebben az évben megjelent az amerikai John Frankenheimer Francia kapcsolat 2. c. krimijének nemzetközi szereplői között.
Yves Boisset 1977-es bűnügyi filmjében, a Fayard bíró, akit seriffnek hívtak-ban nyújtott alakításáért 1978-ban jelölték a legjobb mellékszereplőnek járó César-díjra. 
Bob Swaim 1982-es filmjében, A besúgó-ban nyújtott alakításáért 1983-ban elnyerte a legjobb színésznek járó César-díjat.

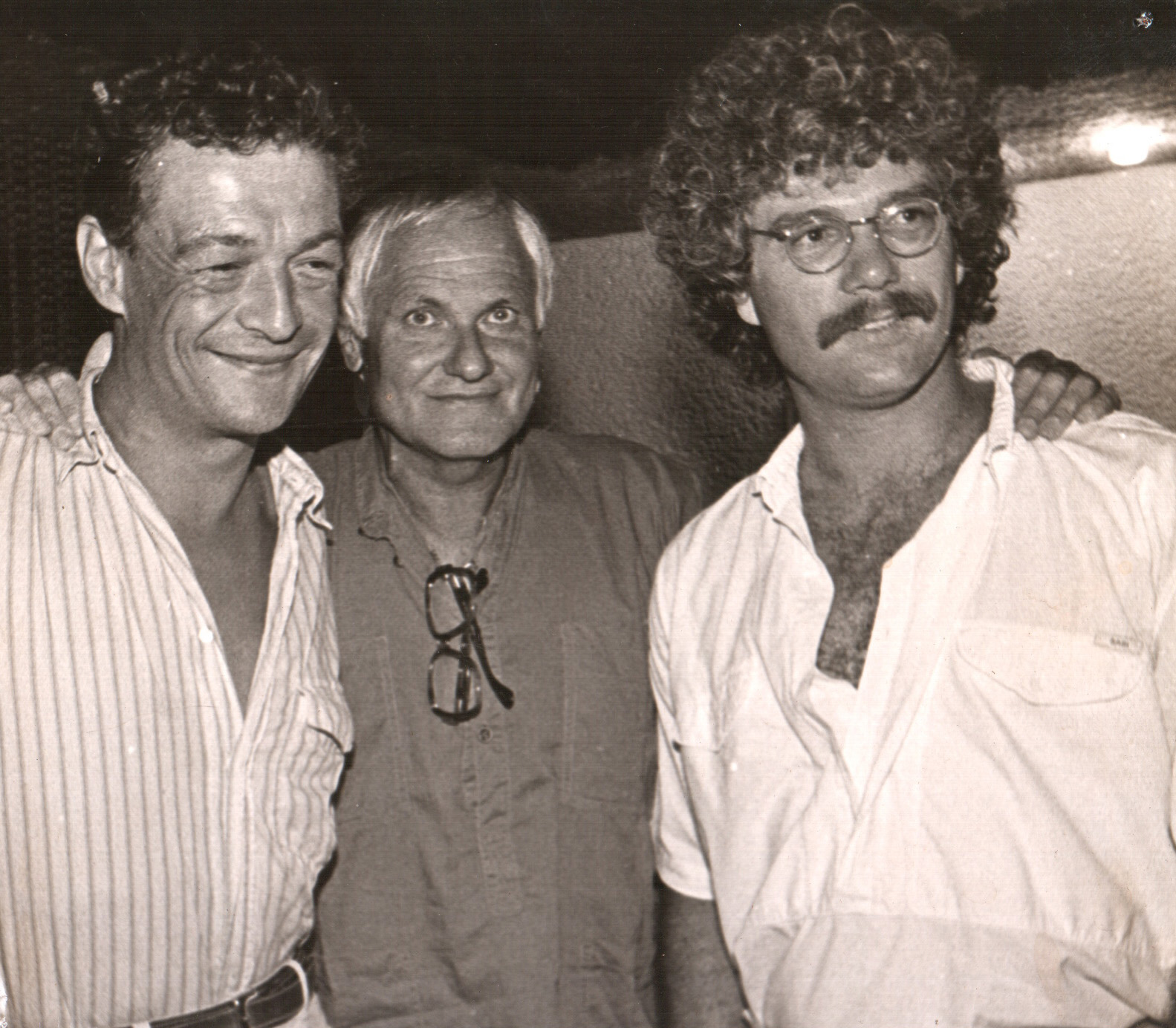
A hajnal c. film forgatásán, 1985-ben: (b-j) Léotard, Jancsó Miklós rendező, Doron Eran producer

Ugyanebben az évben, 1983-ban Claude Berri bűnügyi filmjében, a Viszlát, Pantin!-ben kábítószer-kereskedők és gyilkosok után nyomozó rendőrt alakított. Az 1980-as évtized Léotard filmszínészi pályájának legemlékezetesebb szakasza. Igényesebb filmdrámák következtek, (Adieu Blaireau, Rouge-gorge, A fajankó, Jane B. par Agnès V. és a  Dél.) 1985-ben szerepelt Jancsó Miklós izraeli–francia koprodukciójában, A hajnal-ban.

### Énekesi pályája
Viszonylag későn, az 1990-es években szerencsét próbált az énekesi pályán, párosban Philippe Servain zongoristával és harmonikással. Első nagylemezét 1990-ben adta ki (À l’amour comme à la guerre), majd a másodikat 1994-ben, Philippe Léotard chante Léo Ferré címmel, az egy évvel korábban elhunyt példaképére, Léo Ferrére emlékezve. Mindkettőért megkapta a Charles-Cros Akadémia költészeti díját. 1997-ben az alkotó előadóművészek szövetségétől, a SACEM-től megkapta a költők nagydíját.

### Magánélete
Kábítószerfüggősége és alkoholizmusa egész életén át kísérte. Felvételein jól követhető hangjának színtelenné és rekedtté válása. 1995-ben 18 hónap felfüggesztett szabadságvesztésre ítélték, kokain kereskedés vádjával. Önpusztító életmódja miatt 1999-ban egy forgatáson rosszul lett, átmenetileg kórházi kezelésre szorult.
Az 1960-as évek elején Liliane Caulier színésznőt vette feleségül, két gyermekük született, Frédéric és Laetitia. Fia, Frédéric Léotard festőművész és színpadi díszlettervező lett. 1972-ben Philippe Léotard elhagyta feleségét és gyermekeit Nathalie Baye színésznő kedvéért, akivel 1981-ig élt együtt. 1986-ban Emmanuelle Guilbaud-val létesített viszonyt. Egy közös leányuk született, Faustine Léotard, aki később szintén színésznő lett.

### Halála
2001. augusztus 21-én hunyt el légzési elégtelenség következtében, egy párizsi klinikán, ahol már két hónapja kezelték. 60 éves volt. Hamvai a párizsi Montparnasse-i temetőben nyugszanak.

## Főbb filmszerepei
- 1970: Családi fészek (Domicile conjugal); részeg ember
- 1971: Bűn és bűnhődés (Crime et châtiment); tévéfilm; Razumikin
- 1971: Sátáni ötlet (Max et les ferrailleurs); Losfeld
- 1971: Két angol lány és a kontinens (Les deux Anglaises et le continent); Diurka
- 1971: Le mot frère et le mot camarade; monodráma; egymaga
- 1972: Rak; Lucien
- 1972: Húszévesen a hegyekben (Avoir 20 ans dans les Aurès); Perrin hadnagy
- 1972: Egy olyan szép lány, mint én (Une belle fille comme moi); Clovis Bliss
- 1972: Le franc-tireur; Michel Perrat
- 1973: A Sakál napja (The Day of the Jackal); fiatal csendőr
- 1974: Juliette és Juliette (Juliette et Juliette); Juliette Vidal csábítója
- 1974: La gueule ouverte; Philippe
- 1974: A világ közepe (Le milieu du monde); Paul
- 1974: La cloche tibétaine; tévésorozat; Vlagyimir Petropavlovszkij
- 1975: Nem is olyan rossz ember… (Pas si méchant que ça); Julien
- 1975: Hajtóvadászat (La traque); Paul Danville
- 1975: Francia kapcsolat 2. (French Connection II); Jacques
- 1975: Nem lesz olajháború (La guerre du pétrole n’aura pas lieu); Padovani
- 1975: Az egér és a macska (Le chat et la souris); Pierre Chemin
- 1976: L’ombre des châteaux; Luigi
- 1977: Fayard bíró, akit seriffnek hívtak (Le juge Fayard dit Le Shériff); Marec felügyelő
- 1977: La comédie du train des pignes; a komédiás
- 1977: Bonheur, impair et passe; tévéfilm; Igor
- 1978: Menj a mamához, a papa dolgozik (Va voir maman, papa travaille); Vincent
- 1978: A vizsgálóbíró asszony (Madame le juge); tévésorozat; Guérin
- 1978: Judith Therpauve; Jean-Pierre Maurier
- 1979: La mémoire courte; Frank Barila
- 1979: Le journal; tévésorozat; Martin Clébert
- 1980: L’empreinte des géants; Lucien Chabaud
- 1980: Egy hét vakáció (Une semaine de vacances); doktor Sabouret
- 1980: The French Chef; tévéfilm; a francia séf
- 1980: La petite sirène; Georges Maréchal
- 1981: La chambre 17; tévéfilm; Dusantis rendőrfelügyelő
- 1981: Őrült vakáció (Les babas cool); Blaise
- 1982: A sokk (Le choc); Félix
- 1982: Éden boldog-boldogtalannak (Paradis pour tous); Marc Lebel
- 1982: A besúgó (La balance); André „Dédé” Laffont
- 1982: Mora; Mora
- 1983: Viszlát, Pantin! (Tchao pantin); Bauer
- 1984: Magányos nők (Femmes de personne); Antoine
- 1984: Les fauves; Léandro Santini
- 1984: La Pirate; le N°5
- 1984: Une rébellion à Romans; Jean Serve Paulmier
- 1985: Ni avec toi ni sans toi; Pierre
- 1985: Adieu blaireau; Fred
- 1985: Tangók (El exilio de Gardel: Tangos); Pierre
- 1986: A hajnal (L’Aube); Gad
- 1986: Fajankó (Le paltoquet); a megbecsült kereskedő
- 1986: Kegyelmi állapot (L’état de grâce); Pierre-Julien
- 1987: Le testament d’un poète juif assassiné; Bernard Hauptmann
- 1987: És ha nem kel fel többé a nap (Si le soleil ne revenait pas); Arlettaz
- 1988: Jane B. par Agnès V.; a festő / a gyilkos
- 1988: Dél (Sur); Roberto
- 1988: L’oeuvre au noir; Henri-Maximilien
- 1988: Ada a dzsungelben (Ada dans la jungle); Rudi
- 1988: Snack Bar Budapest; Sapo
- 1988: La couleur du vent; Pierre
- 1989–1996: Meurtre avec préméditation; tévésorozat; Chabert Chabert
- 1990: Vannak napok… és vannak holdak (Il y a des jours… et des lunes); elhagyatott énekes
- 1990: Nyolc év a pokolban (Le dénommé / Oublie que tu es un homme); Auclair
- 1990: In the Eye of the Snake; Phil Anzer
- 1990: Gavre Princip - Himmel unter Steinen; Dr. Levin
- 1991: A hús (La carne); Nicola
- 1992: Eladó város (Ville à vendre); Jean Boulard gyógytornász
- 1993: Le condamné; az apa
- 1994: Le voleur et la menteuse; Jeff
- 1995: Nyomorultak (Les misérables) 1995); Thénardier 1942
- 1995: Pandora; Raúl
- 1996: L’avocate; tévésorozat; Langeais
- 1997: Black Dju; Plettschette rendőrfelügyelő

## Kiadott írásai
- Portrait de l’artiste au nez rouge; Balland-Égée kiadó, 1988 (ISBN 2715807201).
- Pas un jour sans une ligne; Les Belles Lettres kiadó, 1992 (ISBN 225144002X).
- Clinique de la raison close; Les Belles Lettres kiadó, 1997 (ISBN 2251440992).

## További információ
- Philippe Léotard a PORT.hu-n (magyarul)
- Philippe Léotard az Internetes Szinkronadatbázisban (magyarul)
- Philippe Léotard az Internet Movie Database-ben (angolul)
- Philippe Léotard a Rotten Tomatoeson (angolul)
- Philippe Léotard az AlloCiné weboldalán (franciául)
- Philippe Léotard Profile (angol nyelven). famousfix.com. (Hozzáférés: 2023. szeptember 23.)
- Philippe Léotard (actor) Profile (angol nyelven). famousfix.com. (Hozzáférés: 2023. szeptember 23.)
- Philippe Léotard (angol nyelven). British Film Institute (BFI.com). (Hozzáférés: 2023. szeptember 23.)
- Philippe Léotard (német nyelven). Filmdienst.de